# مرد موسیقی
مرد موسیقی (انگلیسی: The Music Man) موزیکالی اثر مردیت ویلسون است بر اساس داستانی از ویلسون و فرنکلین لیسی. این نمایشنامه در تئاتر برادوی به موفقیت و شهرت رسید و برندهٔ پنج جایزه تونی و یک جایزه گرمی شد. محبوبیت این تئاتر منجر به ساخت نسخهٔ سینمایی آن در سال ۱۹۶۲ شد.